# Jean-Marie Souriau

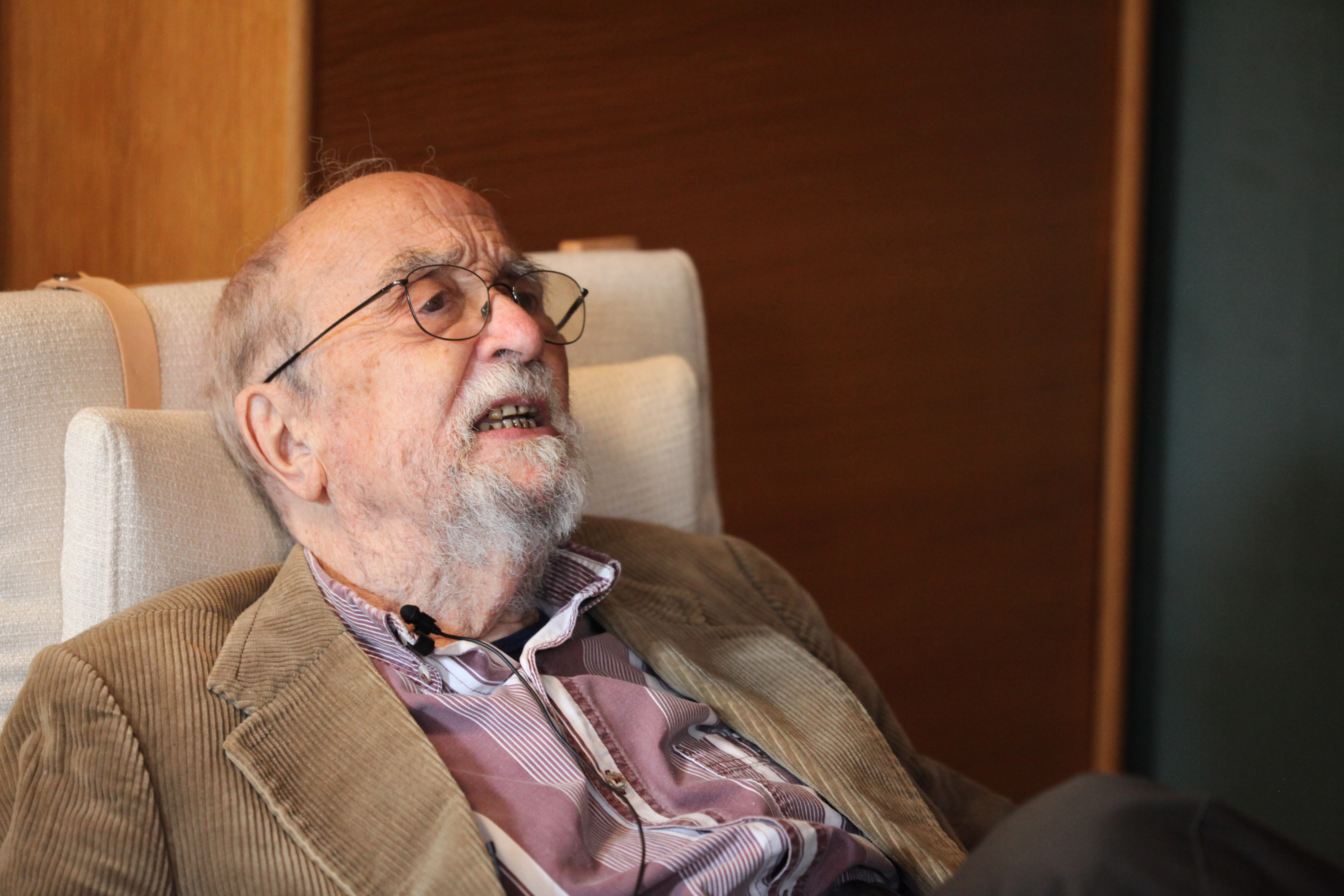
Jean-Marie Souriau (2010)

Jean-Marie Souriau (* 3. Juni 1922 in Paris; † 15. März 2012) war ein französischer Mathematiker und mathematischer Physiker, der sich mit symplektischer Geometrie beschäftigte.
Souriau besuchte die Schule in Nancy, Nîmes, Grenoble und Versailles und während des Zweiten Weltkriegs ab 1942 die École normale supérieure, die zeitweise in Lyon war, unterbrochen vom Wehrdienst 1944. Er besuchte Kurse bei Henri Cartan, Élie Cartan, Louis de Broglie. 1946 erwarb er seine Aggregation in Mathematik und wurde Wissenschaftler für das CNRS. Da ihm die mathematische Ausrichtung in Frankreich, die Ende der 1940er Jahre ganz unter dem Zeichen Bourbakis stand, nicht gefiel, wurde er Flugzeugingenieur, ging 1947 bis 1952 an das ONERA, wo er eine Theorie-Gruppe leitete (numerische Berechnungen an frühen Computern). Er schrieb seine Doktorarbeit 1952 an der Université de Provence in Aix und Marseille über ein kosmologisches Thema bei Joseph Pérès und André Lichnerowicz. 1952 bis 1958 war er zunächst Maître de conférences und dann Professeur Titulaire am Institute de Hautes Etudes in Tunis. Seit 1958 war er Professor an der Universität Marseille-Aix. 1978 bis 1985 war er Direktor des Zentrums für Theoretische Physik in Marseille, an dem er noch bis ins hohe Alter einer der Direktoren war.
Souriau war einer der Pioniere der symplektischen Geometrie als mathematischer (geometrischer) Theorie dynamischer Systeme der klassischen Mechanik sowie ihrer Deformation in der Quantenmechanik („geometrische Quantisierung“), dargelegt in seinem Buch Structure des systèmes dynamiques. Mit von ihm stammen Konzepte wie die Momentenabbildung (Moment Map) und die Präquantisierung. Er klassifizierte die homogenen symplektischen Mannigfaltigkeiten. Dabei bediente er sich stets vorzugsweise gruppentheoretischer Methoden. 1960 schlug er ein Modell der Baryonen als {\displaystyle SO(8)}-Oktett vor (die Gruppe {\displaystyle SU(3)}, die später von Murray Gell-Mann u. a. verwendet wurde, ist eine Untergruppe).
1981 erhielt er den Grand Prix Jaffé der französischen Académie des sciences und 1986 den großen Wissenschaftspreis der Stadt Paris. Er war Ritter des Ordre National de l’Mérite und der Palmes Académiques.
Er war verheiratet (seine Frau starb 1985) und hatte fünf Kinder.

## Schriften
- Calcul linéaire, Presses Universitaires de France, Paris, 1954/5, 2. Auflage 1964/5, Neuauflage bei Jacques Gabay 1992.
- Géométrie et relativité, Hermann, 1964.
- Structure des systèmes dynamiques, Dunod, Paris, 1970
  - englische Übersetzung: Structure of Dynamical Systems, Birkhäuser und Springer 1997.